# Anders Randrup
Anders Degn Randrup, född 16 juli 1988 i Herlev, är en dansk före detta professionell fotbollsspelare som spelade som högerback.
Anders Randrup är född i Herlev, Danmark och började spela fotboll i Bröndby IF, därefter har han tillhört klubbarna AC Horsens, FC Vestsjælland och IF Elfsborg innan han 2018 kom till Skåneklubben Helsingborgs IF som då spelade i Superettan.
Randrup har representerat det danska ungdomslandslagen och även fått spela en match med det seniorlandslaget.

## Karriär
Anders Randrup började spela seniorfotboll i Brøndby IF och spelade seniorfotboll där mellan åren 2007 - 2013. Därefter väntade nya äventyr i Danmark, först var det AC Horsens ett år och lika kort var det därefter i FC Vestsjælland. Sedan var det dags för Randrup att åka till grannlandet Sverige där han gjorde en säsong i Elfsborg innan det sen var dags för Helsingborgs IF. Där skrev han den 23 december 2017 på ett 2 års kontrakt med ett optionsår som klubben valde att nyttja.
Den 1 september 2020 värvades Randrup av Hvidovre IF. I december 2020 meddelade Randrup att han avslutade sin fotbollskarriär.